# Reinhard Piper

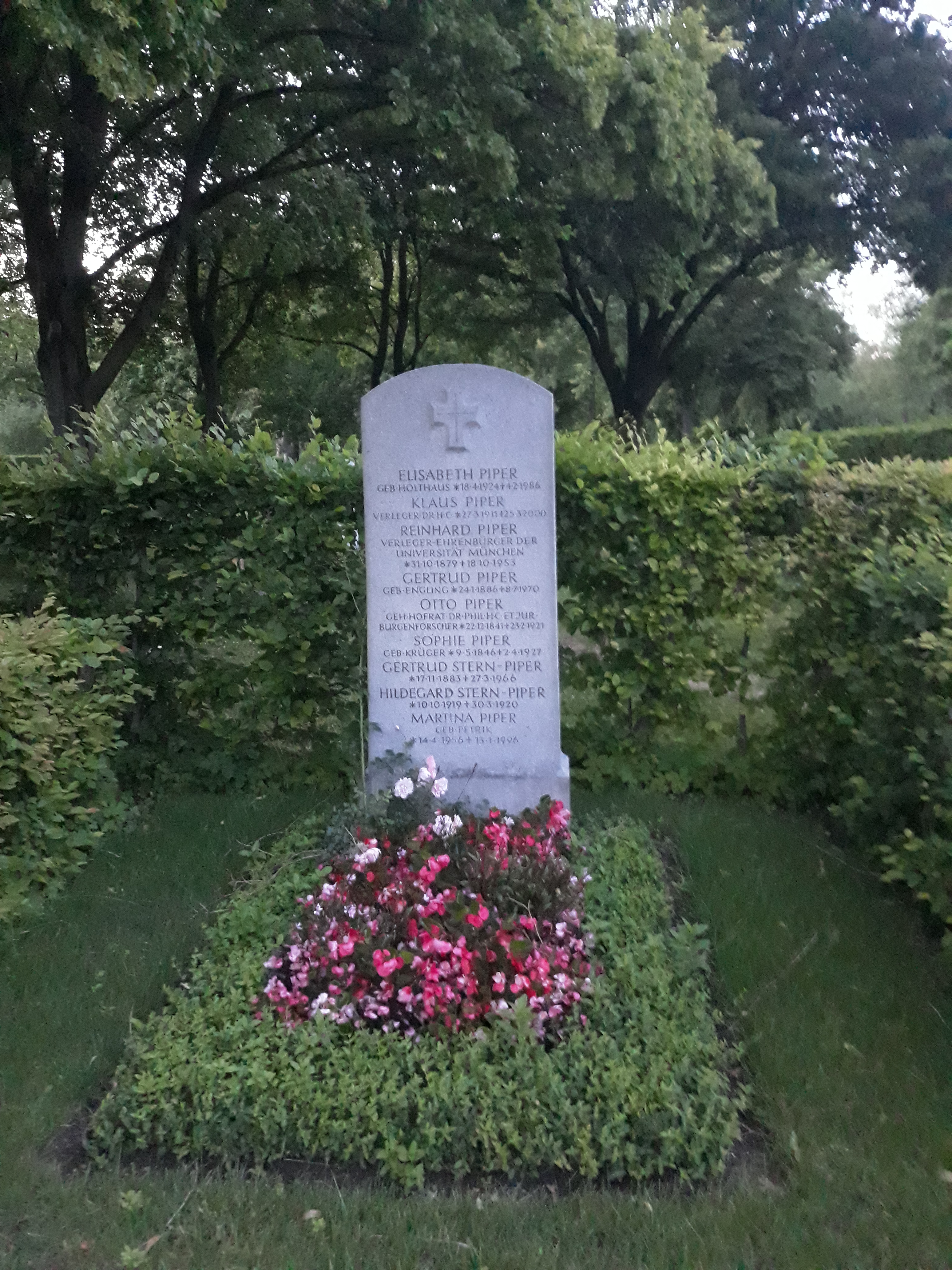
Das Grab von Reinhard Piper und seiner Ehefrau Gertrud geborene Engling im Familiengrab auf dem Nordfriedhof (München)

Reinhard Maria Wilhelm Ludwig Piper, Pseudonym: Ludwig Reinhard (* 31. Oktober 1879 in Penzlin; † 18. Oktober 1953 in München) war ein deutscher Verleger. Er gründete 1904 in München den Verlag R. Piper & Co.

## Leben
Reinhard Piper wuchs als Sohn des Burgenforschers und Bürgermeisters Otto Piper zunächst in Penzlin in Mecklenburg-Schwerin auf. 1889–1893 lebte die Familie in Konstanz am Bodensee, wo der Vater freiberuflich als Burgenforscher tätig war. 1893 zog die Familie Piper nach München. Nach dem Einjährigen (Mittlere Reife) absolvierte Reinhard Piper 1895–1898 eine Buchhändlerlehre in der Palmschen Hofbuchhandlung in München und arbeitete 1898–1901 in der Berliner Buchhandlung Adolf Weber. 1900 lernte er den Bildhauer und Schriftsteller Ernst Barlach kennen, mit dem ihn eine lebenslange Freundschaft verband. 1902–1903 arbeitete er in der Buchhandlung Köhler in Dresden. Im gleichen Jahr verlegte er mit Dafnis von Arno Holz sein erstes Buch. Am 19. Mai 1904 gründete er zusammen mit Georg Müller den Verlag R. Piper & Co. in München. In der Folge gab der Verlag u. a. Dostojewskis Sämtliche Werke und zahlreiche Bücher zur Kunst heraus. Ferner auch 49 Bilder vom Isenheimer Altar. Piper wirkte daneben am Kabarett Die Elf Scharfrichter mit.
Nach der Scheidung von seiner ersten Frau heiratete Piper 1910 die Malerin Gertrud Engling aus Königsberg, 1911 wurde Sohn Klaus geboren, 1913 Sohn Martin und 1923 Tochter Ulrike. 1912 begegnete Piper erstmals dem Maler Max Beckmann. Piper stand in Verbindung mit Künstlern der Gruppe Der Blaue Reiter wie Franz Marc und Wassily Kandinsky, deren Almanach Der Blaue Reiter er verlegte. Seit 1923 verlegte Piper auch Reproduktionen von Gemälden alter und neuer Meister, die so genannten Piper-Drucke. 1953 starb Piper an den Folgen eines Schlaganfalls.
Sein Nachlass befindet sich im Deutschen Literaturarchiv Marbach.

## Ehrungen
- 1949 Ehrenmitglied der Universität Rostock
- 1949 Ehrenbürger der Ludwig-Maximilian-Universität München

## Schriften
- Das Tier in der Kunst. Piper, München 1910
- Das Liebespaar in der Kunst. Piper, München 1916
- Dem Andenken meines Vaters. Privatdruck 1921
- Die schöne Frau in der Kunst. Piper, München 1923
- Vormittag. Erinnerungen eines Verlegers. Piper München 1947.
- Nachmittag. Erinnerungen eines Verlegers. Piper, München 1950.
- Abendrot. 45 unveröffentlichte Zeichnungen mit einer kleinen Plauderei über sich selbst (zu Alfred Kubin). Piper, München 1952

## Dokumente
- Reinhard Piper: Briefwechsel mit Autoren und Künstlern 1903–1953. Piper, München 1979, ISBN 3-492-02455-6.
- Max Beckmann: Briefe an Reinhard Piper. Kulturstiftung der Länder/Hypo-Kulturstiftung, München  1994.
- Alfred Kubin / Reinhard Piper. Briefwechsel 1907–1953. Herausgegeben im Auftrag des Literaturarchivs der Österreichischen Nationalbibliothek und Agnes Essl als Stifterin von Marcel Illetschko und Michaela Hirsch. Mit 123 Zeichnungen von Alfred Kubin und einer Zeichnung von Reinhard Piper. Piper Verlag, München/Zürich 2010, ISBN 978-3-492-05403-4.